# Torre de Maro
La Torre de Maro, también conocida como Torre de Calaturcos, es una atalaya costera troncocónica construida en el siglo XVI situada en el término municipal de Nerja, provincia de Málaga (Andalucía, España). Se ubica sobre una plataforma, rodeada de monte y próxima a un acantilado, a oriente de la playa de Maro, dentro del parque natural de los Acantilados de Maro-Cerro Gordo. No existe presión urbanística ninguna y su entorno natural no dificulta la visión.

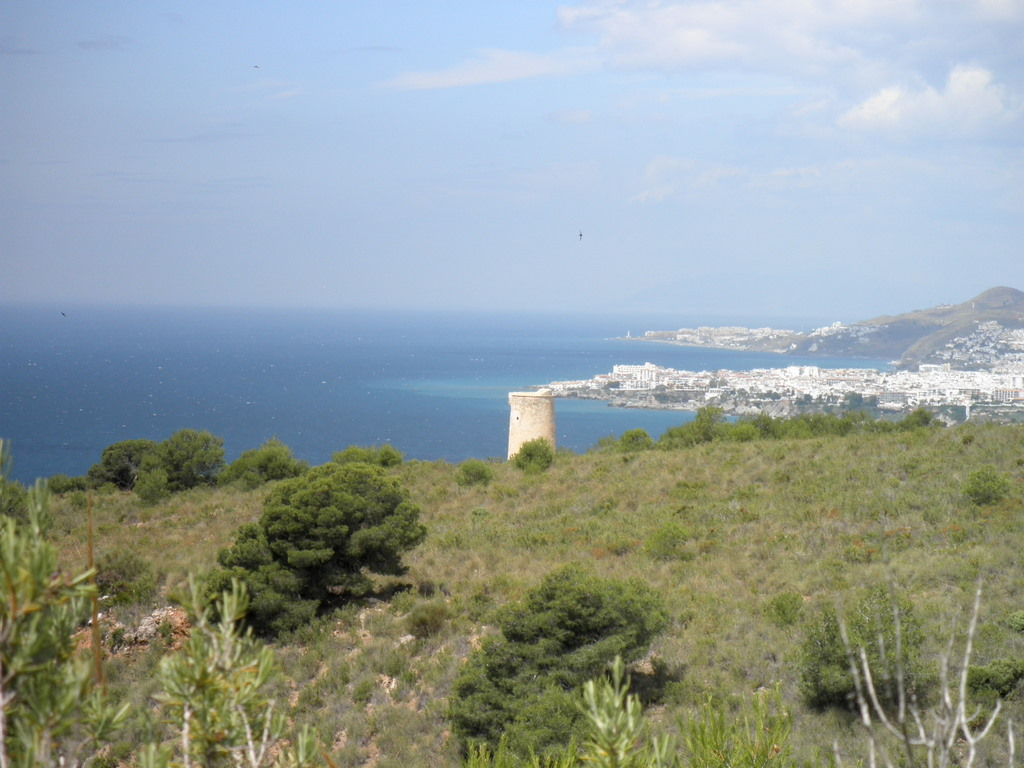
Torre de Maro y su entorno.

## Descripción
Es de forma troncocónica con un poco de éntasis. Su perímetro supera los 20 metros y su altura es de unos 11 metros. Presenta un cuerpo inferior macizo y sobre éste se construye una cámara, cuyo acceso se abre en el lado sur, a unos 6 metros del suelo; también presenta otras dos aberturas en los lados este y oeste. En su interior se dispondrían la chimenea (con su correspondiente salida de humos en el terrado) y la escalera de salida a la azotea que se cubre en su tramo final con un cuerpo de obra, en el lado norte, sobresaliente del pretil de la azotea. Esta última, además de lo ya indicado conserva muy bien el matacán defensivo sobre el acceso.
Su obra es de mampostería, revocada posteriormente. Se utiliza el ladrillo en algunos elementos, entre ellos el hueco de acceso.

## Historia
Se trata de una torre construida a partir del siglo XVI. Formaba parte de un complejo sistema de control y comunicaciones de los siglos XV-XVI que se extiende a lo largo de toda la costa andaluza, tanto mediterránea como atlántica. En las cercanías se encuentran la Torre Río de la Miel, la Torre del Pino, la Torre Caleta y la Torre de Cerro Gordo, que también formaban parte de esta red de vigilancia costera.